# Herrentrup

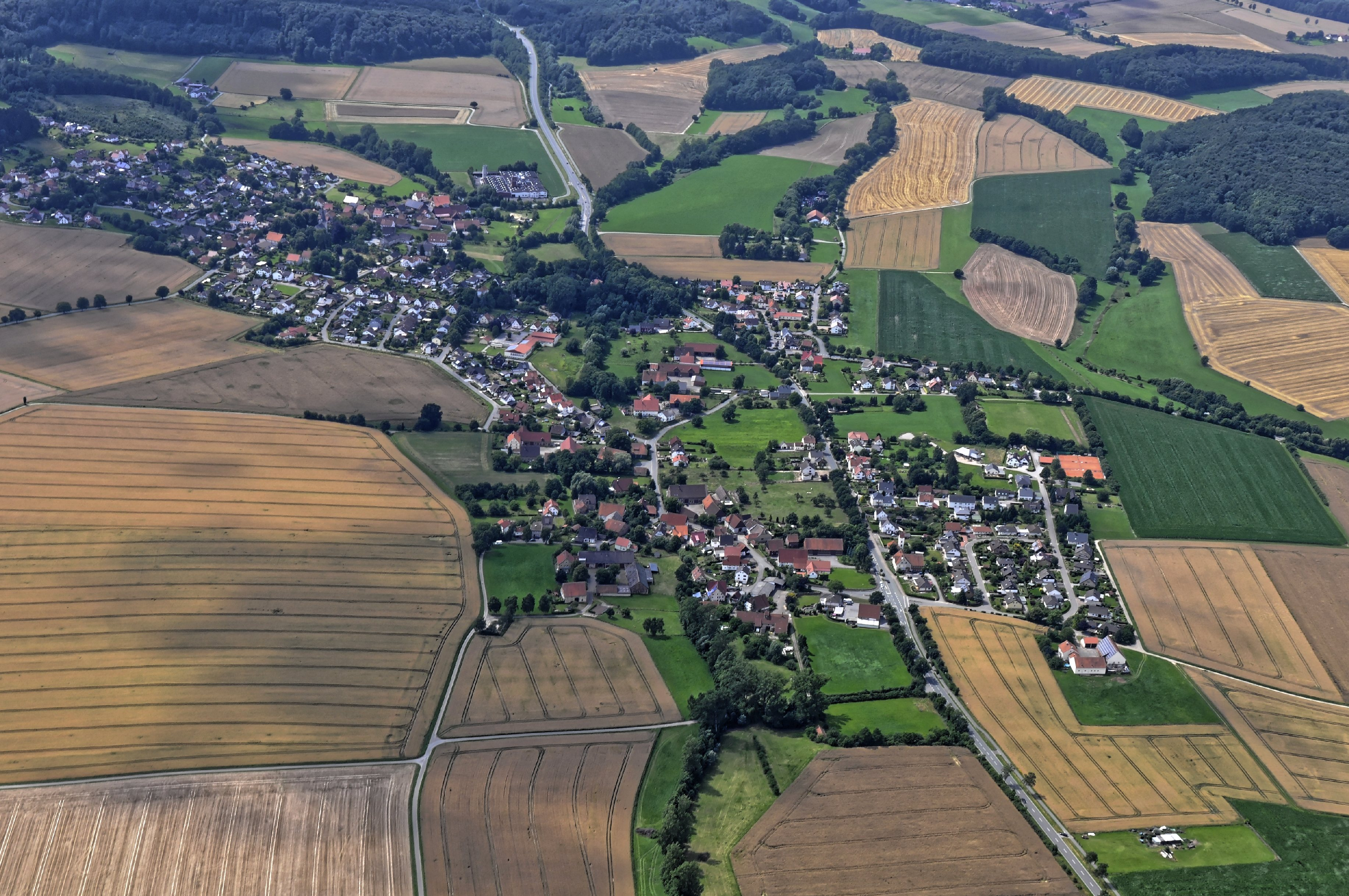
Herentrup von oben

Herrentrup gehört seit 1970 zu den 19 Ortschaften der Stadt Blomberg im Kreis Lippe in Nordrhein-Westfalen. Herrentrup liegt etwa fünf Kilometer südwestlich des Blomberger Stadtzentrums. In Herrentrup leben auf 3,83 km² Fläche 472 Einwohner, das entspricht einer Bevölkerungsdichte von 123 Einwohnern/km². Der derzeitige Ortsvorsteher ist Reinhard Heilig (Stand: 18. Dezember 2008).

## Geographie
Die Ortschaft ist am südlichen Rand des Blomberger Beckens gelegen. Das Dorf selbst befindet sich auf 170 m ü. NN, der tiefste Punkt des Ortsteils liegt mit 139 m an der Grenze zu Siebenhöfen, während sich der höchste Punkt mit 227 m auf dem Gipfel des bewaldeten Ahrensbergs befindet. Entwässert wird das Gebiet durch die Bachläufe Breites Wasser und Königsbach. Der historische Ortskern Herrentrups liegt südlich der Bundesstraße 1 mit einer Anzahl restaurierter Fachwerkhäuser.

## Geschichte
Die Bezeichnung trup bedeutet -dorf und insgesamt sieben Orte im Blomberger Becken tragen diese Endung in ihrem Namen. Die Orte mit der trup-Endung zählen zu den ältesten Siedlungen in Lippe und entstanden zwischen dem 6. und 8. Jahrhundert n. Chr. im Zuge der altsächsischen Besiedlung.
Die Siedlung soll nach neueren Erkenntnissen schon im Jahr 1036 erstmals erwähnt worden sein. Bischof Meinhard von Paderborn weihte am 25. Mai dieses Jahres die Busdorfkirche in Paderborn ein und stattete das zugehörige Stift mit dem Zehnten aus den Erträgen der bischöflichen Haupthöfe und deren sechs Vorwerke aus. Dazu gehörten auch das Vorwerk Hardinchtorp, das um 1355 Herrentorp und heute Herrentrup genannt wird.
Im Landesschatzregister von 1467 werden insgesamt 12 Grundbesitzer für Herrentrup aufgeführt und dem Salbuch zufolge gab es dort 1644, also zur Zeit des Dreißigjährigen Krieges, schon 4 Vollspänner, 6 Halbspänner, 3 Großkötter und 10 Kleinkötter. Heute stehen im alten Ortskern Herrentrups noch vier vor 1644 errichtete Gebäude.
Graf Kasimir von Lippe-Brake ließ 1690 ein Gasthaus in unmittelbarer Nähe der heutigen Gaststätte Zum Sauren Krug errichten. Das Gebäude lag an der damaligen Cöllnischen Landstraße, einer vielbefahrenen Fernstraße jener Zeit. 1833 wurde das alte Haus abgerissen und durch einen Neubau ersetzt. Zu dieser Zeit lebten bereits 277 Menschen im Dorf. Bei einem Großbrand im Jahr 1883 wurden die Höfe Harting und Meyer sowie das Haus der Familie Berghahn-Möller vernichtet.
Von 1926 bis 1936 war Herrentrup an die Straßenbahnlinie der PESAG von Bad Meinberg nach Blomberg angeschlossen.
Am 1. Januar 1970 kam Herrentrup durch das Gesetz zur Neugliederung des Kreises Detmold zur Stadt Blomberg.

## Politik
Ergebnis des Dorfes Herrentrup bei der Kommunalwahl 2004:
| Parteien und Wählergemeinschaften | Parteien und Wählergemeinschaften           | % 2004 | Stimmen 2004 | % 1999 | Stimmen 1999 |
| CDU                               | Christlich Demokratische Union Deutschlands | 23,8   | 56           | 40,8   | 100          |
| SPD                               | Sozialdemokratische Partei Deutschlands     | 54,9   | 129          | 46,9   | 115          |
| FBvB                              | Freie Bürger von Blomberg                   | 10,6   | 25           | 1,2    | 3            |
| FDP                               | Freie Demokratische Partei                  | 3,8    | 9            | 5,7    | 14           |
| GRÜNE                             | Bündnis 90/Die Grünen                       | 6,8    | 9            | 5,3    | 13           |
| Gesamt                            | Gesamt                                      | 100,0  | 235          | 100,0  | 245          |
| Wahlbeteiligung in %              | Wahlbeteiligung in %                        | 56,9   | 56,9         | 54,2   | 54,2         |

Stand: Ergebnis der Kommunalwahl am 26. September 2004.

## Infrastruktur und Vereine
Zur evangelischen Kirche gehen die Herrentruper ins nahe Reelkirchen, während die Schulkinder die dortige Grundschule besuchen. An Betrieben und Geschäften findet man in Herrentrup u. a. vier landwirtschaftliche Vollerwerbsbetriebe, einen Metallbau-Betrieb, eine Kunst- und Bauschlosserei, eine Autoverwertung, die historische Gaststätte Zum Sauren Krug, ein Lebensmittelgeschäft und einen Fahrradhändler. Seit dem Jahre 1988 entstand am Dorfrand aus einem herunter gekommenen Fachwerkhaus  ein Seminarhaus und Meditationszentrum, ein Treffpunkt für viele Menschen.
Das Herrentruper Vereinsleben findet im TV Herrentrup, im TC Herrentrup, im Dorfausschuss, in der Löschgruppe der Freiwilligen Feuerwehr mit eigener Jugendfeuerwehr, im Frauenchor und im MGV Herrentrup statt.

## Sport
Überregional bekannt wurde die Handball-Damenmannschaft des TV Herrentrup, heute HSG Blomberg-Lippe. Die HSG besteht aus zwei Stammvereinen, dem TV Herrentrup und dem TV Blomberg. Die Handballabteilungen schlossen sich 1993 zusammen. Die erste Frauenmannschaft der HSG Blomberg-Lippe spielt zurzeit in der 1. Bundesliga. Die Jugendmannschaften der HSG sind ebenfalls erfolgreich, so errang die weibliche A-Jugend in den vergangenen 5 Spielzeiten jeweils die Westdeutsche Meisterschaft.

## Verkehr
Ein Problem bildet die mitten durch den Ort führende Bundesstraße 1. Im Jahr 2001 ist die Ortsdurchfahrt neu gestaltet worden und bekam neben einem Radfahrweg einen Grünstreifen. Im öffentlichen Nahverkehr fahren Busse der Karl Köhne Omnibusbetriebe GmbH von der Bushaltestelle Herrentrup Mitte aus. Die Linie 772 (Barntrup–Detmold) verkehrt hier im 60- bis 120-Minuten-Takt.